# Trollet med den gula kepsen
Trollet med den gula kepsen var SR:s julkalender 1988. Lasse Åkerlund skrev manus, producerade och gjorde alla roller.

## Handling
Kalendern handlade om ett troll vars keps gula färg kom sig av att han hade råkat tappa den i ljungte. Trollet bor med flera andra djur vid Fäbodvallen i Stora skogen.
Trollet gör ofta bort sig, men till sist blir det ändå rätt på något annat sätt. Tillsammans med Råttan, en vän, firar trollet jul. Trollet får spännande idéer, och råttan hänger med, fast med en viss tvekan. Råttan verkar mer förståndig än trollet, och hjälper ofta trollet att ställa saker till rätta.
Den retsamma skatan som Trollet kallar för Flaxtrasan, kommer med högljudda kommentarer och skrattar när trollet misslyckas. Trollets andra kamrat är "Älgen", som har svårigheter att säga smörgås.
Trollet med den gula kepsen blev en teaterföreställning 2012.

## Papperskalender

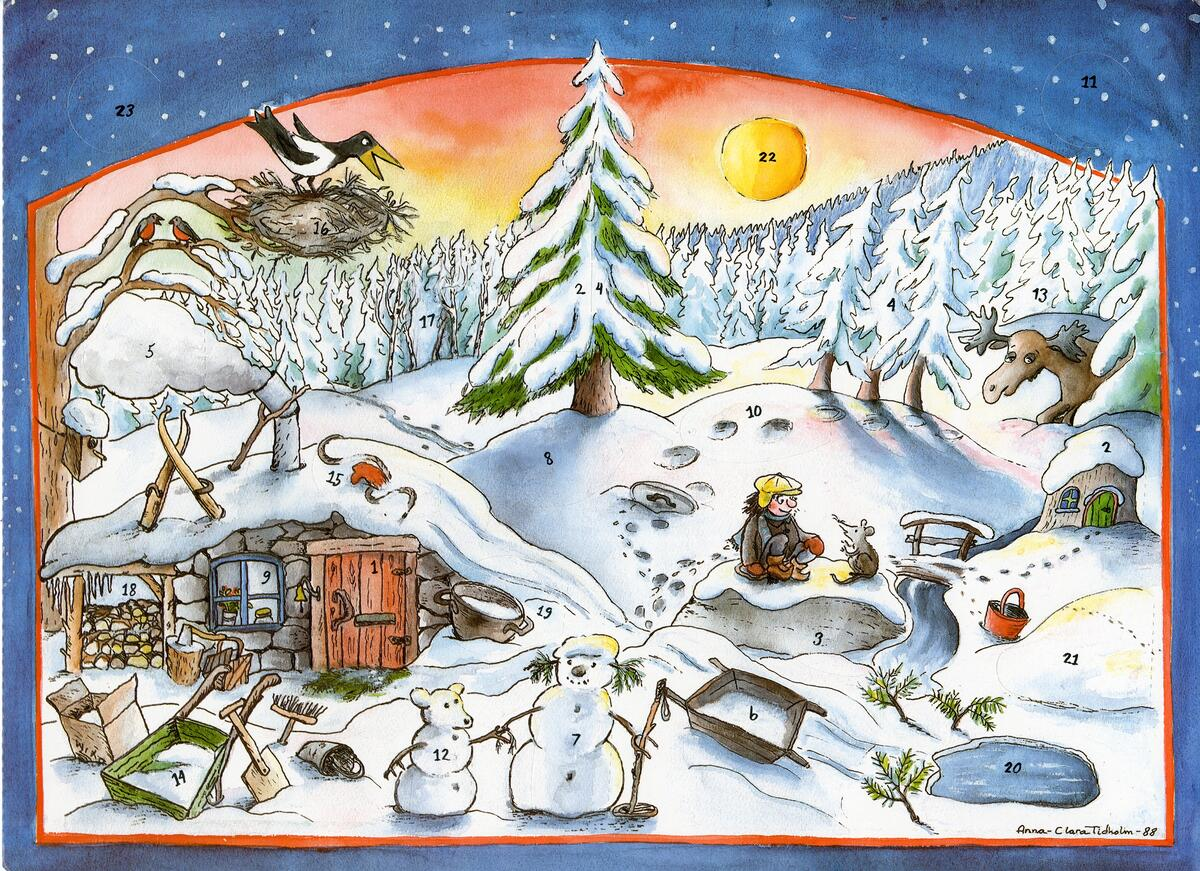
Papperskalendern

Anna-Clara Tidholm illustrerade kalendern, som visar ett skogslandskap om vintern.

### Fotnoter
1. ↑  ”Svensk mediedatabas”. http://smdb.kb.se/catalog/search?q=%22Trollet+med+den+gula+kepsen%22+typ%3Aradio&sort=OLDEST. Läst 5 april 2011.
2. ↑  ”Radiogodis”. Arkiverad från originalet den 23 juli 2014. https://archive.today/20140723082948/http://radiogodis.se/1988.htm. Läst 1 april 2011.
3. ↑  ”1988, Trollet med den gula kepsen”. Sveriges Radio. http://sverigesradio.se/barn/julkalendrar/1988.stm. Läst 30 augusti 2015.
4. ↑  ”Premiär för Stökobök på Träteateatern”. Arkiverad från originalet den 2 september 2015. https://archive.is/20150902114718/http://www.jarvsobygden.se/premiar-for-stokobok-pa-trateateatern/. Läst 2 september 2015.
5. ↑  ”Radiogodis”. http://radiogodis.se/Img/1988.jpg. Läst 2 april 2011.
6. ↑  ”Radiogodis”. http://radiogodis.se/Img/1988a.jpg. Läst 2 april 2011.